# Bonningues-lès-Ardres
Bonningues-lès-Ardres è un comune francese di 661 abitanti situato nel dipartimento del Passo di Calais nella regione dell'Alta Francia.
Il territorio municipale è attraversato dal fiume Hem.

## Società

### Evoluzione demografica
Abitanti censiti